# Републичка организација породица заробљених и погинулих бораца и несталих цивила Републике Српске
Републичка организација породица заробљених и погинулих бораца и несталих цивила Републике Српске је удружење од јавног интереса у Републици Српској.

## Историја
Већ током ратне 1992. основана су удружења породица погинулих бораца у Приједору, Бањој Луци, Мркоњић Граду, Фочи, Добоју, Бијељини, Новом Граду, Власеници итд. То су биле прве конкретне иницијативе у вези са самоорганизовањем породица погинулих бораца. Ова општинска удружења су отпочела активности ка оснивању удружења на републичком нивоу како би били уважени партнери са институцијама Републике Српске. Дана 12. јуна 1996. године у Добоју одржана је Оснивачка скупштина Удружења породица погинулих бораца Републике Српске.
Затим, Удружење породица заробљених бораца и несталих цивила Републике Српске је основано 18. децембра 1996. године у Дому војске у Бањој Луци. Први Извршни одбор су чинили предсједник Бранко Панић (Бања Лука), потпредсједник Недељко Митровић (Бања Лука) и још 15 чланова.
Ова два удружења, Удружење породица погинулих бораца Републике Српске и Удружење породица заробљених бораца и несталих цивила Републике Српске, створили су 1997. јединствену Републичку организацију породица заробљених и погинулих бораца и несталих цивила Републике Српске.
Данас, Републичка организација је удружење од јавног интереса у Републици Српској.